# Hydrolagus macrophthalmus
Hydrolagus macrophthalmus (tên tiếng Anh bigeye chimaera) là một loài cá thuộc họ Chimaeridae. Nó được tìm thấy ở Chile và có thể Ecuador. Môi trường sống tự nhiên của chúng là vùng biển mở.